# Grand Prix de la Ville de Rennes 2000
Il Grand Prix de la Ville de Rennes 2000, ventiduesima edizione della corsa e valida come evento UCI categoria 1.4, fu disputata il 2 aprile 2000 su un percorso di 183,4 km. Fu vinto dal canadese Gordon Fraser che terminò la gara in 4h09'24", alla media di 44,121 km/h.
Partenza con 143 ciclisti, dei quali 108 portarono a termine il percorso.

## Ordine d'arrivo (Top 10)
| Pos. | Corridore          | Squadra         | Tempo    |
| ---- | ------------------ | --------------- | -------- |
| 1    | Gordon Fraser      | Mercury         | 4h09'24" |
| 2    | Marcel Wüst        | Festina         | s.t.     |
| 3    | Max van Heeswijk   | Mapei           | s.t.     |
| 4    | Jan Bratkowski     | Mercury         | s.t.     |
| 5    | Saulius Ruskis     | Saint-Quentin   | s.t.     |
| 6    | Henk Vogels        | Mercury         | s.t.     |
| 7    | Jens Voigt         | Crédit Agricole | s.t.     |
| 8    | Sven Teutenberg    | Gerolsteiner    | s.t.     |
| 9    | Damien Nazon       | Bonjour         | s.t.     |
| 10   | Olivier Perraudeau | Bonjour         | s.t.     |